# Munchiqueboswinterkoning
De munchiqueboswinterkoning (Henicorhina negreti) is een zangvogel uit de familie Troglodytidae (winterkoningen). Het is een ernstig bedreigde, endemische vogelsoort uit het nevelwoud van de Andes in Colombia.

## Kenmerken
De vogel is 11 cm lang. Het is een typische boswinterkoning, donkerbruin gekleurd, donkerbruin op de kruin en lichter, warmer bruin van onder. De vogel heeft een donkere oogstreep en daarboven een opvallende witte wenkbrauwstreep. De vogel lijkt sterk op de grijze boswinterkoning (H. leucophrys), maar de munchiqueboswinterkoning is meer grijs en heeft streepjes op het achterlijf.

## Verspreiding en leefgebied
Deze soort is endemisch in Colombia. Het leefgebied ligt in de Andes in de streek waar de departementen Chocó, Antioquia en Risaralda aan elkaar grenzen. De vogel werd pas in 2000 ontdekt in extreem vochtig bos met ondergroei, dat ontstaat op plaatsen die op een natuurlijke wijze, zoals door aardverschuivingen zijn aangetast op hellingen tussen de 2250 en 2640 m boven de zeespiegel.

## Status
De munchiqueboswinterkoning heeft een zeer klein verspreidingsgebied en daardoor is de kans op uitsterven aanwezig. De grootte van de populatie werd in 2015 door BirdLife International  geschat op 350 tot 1500 individuen. Het leefgebied wordt aangetast door ontbossing, die het plaatselijke klimaat verandert, maar mogelijk speelt ook de klimaatverandering op mondiale schaal een rol. Om deze redenen staat deze soort als ernstig bedreigd (kritiek) op de Rode Lijst van de IUCN.